# فيلانتيرول
فيلانتيرول (اسم دولي غير مسجل الملكية، اسم معتمد أمريكي) وهو ناهض بيتا-2 أدرينالي فوق طويل المفعول حصل على ترخيص إدارة الغذاء والدواء الأمريكية في مايو 2013 في توليفة مع فوروات الفلوتيكازون لتسوقه غلاكسو سميث كلاين تحت اسم تجاري هو Breo Ellipta لعلاج داء الانسداد الرئوي المزمن.

## التوفر
يتوفر فيلانتيرول في التركيبات التالية:
- مستنشقا مع فوروات الفلوتيكازون (كورتيكوستيرويد) — فوروات الفلوتيكازون/فيلانتيرول - الاسم التجاري:
  - Breo Ellipta (الولايات المتحدة)
  - Relvar Ellipta (الاتحاد الأوروبي وروسيا)
- مع مضاد مسكاريني وهو بروميد الأوميكليدينيوم — بروميد الأوميكليدينيوم/فيلانتيرول (الاسم التجاري Anoro Ellipta)